# انجمن آکادمی‌های زبان اسپانیایی
انجمن آکادمی‌های زبان اسپانیایی (اسپانیایی: Asociación de Academias de la Lengua Española‎, ASALE) نهادی است که به تنظیم زبان اسپانیایی در کشورهای بسیاری می‌پردازد. این انجمن نخست در مکزیک و در سال ۱۹۵۱ تأسیس شد و نشان یگانگی تمامی آکادمی‌های زبان اسپانیایی است، که در ملل مختلف وجود دارند. این انجمن آثار مرجع و نسخه‌هایی از آثار معروف ادبیات اسپانیایی را، از جمله آثار دیگر ناشران، منتشر و ترویج می‌کند.

## تاریخچه
به ابتکار رئیس‌جمهور مکزیک، میگل آلمان والدز، اولین کنگرهٔ آکادمی‌ها با هدف حفظ یکپارچگی و رشد آتی اسپانیایی‌زبان‌ها برگزار شد. این جلسه که از ۲۳ آوریل تا ۶ مه ۱۹۵۱ برگزار شد، منجر به تشکیل انجمن و کمیتهٔ دائم آکادمی گشت. آکادمی سلطنتی اسپانیایی (به اسپانیایی: Real Academia Española یا RAE) در جلسه اولیه حضور نیافت، اما در کمیته دائمی مشارکت داشت. و از کنگرهٔ دوم، در سال ۱۹۵۶، تاکنون RAE در تمامی جلسات به صورت منظم حضور یافت.
در سال ۲۰۰۰ این انجمن، دانشکده زبانشناسی هیسپانیک و بنیاد کارولینا را برای ترویج اصطلاحات اسپانیایی سازماندهی کرد و در کناره RAE، این انجمن جوایز شاهدخت آستوریاس را در راه گسترش صلح اعطا نمود.
یک آکادمی برای گینه استوایی در سال ۲۰۱۳ تأسیس و در سال ۲۰۱۶ به انجمن افزوده شد.

## کارها
بین RAE و دیگر آکادمی‌های ملی همکاری‌های سازمانی برقرار شده. چاپ ۲۲اُمین نسخهٔ دیکشنری زبان اسپانیایی (به اسپانیایی: Diccionario de la Lengua Española) در سال ۲۰۰۱ و ارتوگرافی (به اسپانیایی: Ortografía) نسخهٔ سال ۱۹۹۹ آثاری مهم در راستای جریان پان هیسپانیک در نظر گرفته شدند. پروژه‌های مشترک شامل ویرایش گرامر (به اسپانیایی: [Gramática] Error: {{Lang}}: متن دارای نشانه‌گذاری ایتالیک است (راهنما)) و تدوین دیکشنری آمریکایی‌ها (به اسپانیایی: [Diccionario de americanismos] Error: {{Lang}}: متن دارای نشانه‌گذاری ایتالیک است (راهنما)) از دیگر اقدامات مهم این انجمن بوده‌است.

## سازماندهی
این انجمن هر چهار سال یک بار به رهبری کمیته دائمی، تشکیل شده از رئیس (Darío Villanueva از اکتبر ۲۰۱۷)، دبیرکل (Francisco Javier Perez از اکتبر ۲۰۱۷)، خزانه دار تغییر می‌کند و حداقل دو عضو هیئت مدیره از آکادمی‌های مرتبط، سالانه تغییر می‌کنند. در سومین کنگرهٔ انجمن در شهر بوگوتا، در سال ۱۹۶۰، توافق حاصل شد که در آن دولت‌های کشورهای عضو انجمن موظف به حمایت مالی از آن خواهند بود و آکادمی‌ها بایستی ارتباطات بیشتری یابند.

## آکادمی‌ها
| کشور                | نام اسپانیایی                                 | نام انگلیسی                           | سال تأسیس     |
| ------------------- | --------------------------------------------- | ------------------------------------- | ------------- |
| اسپانیا             | Real Academia Española                        | آکادمی سلطنتی اسپانیا                 | ۱۷۱۳          |
| کلمبیا              | Academia Colombiana de la Lengua              | آکادمی زبان کلمبیا                    | ۱۸۷۱          |
| اکوادور             | Academia Ecuatoriana de la Lengua             | آکادمی زبان اکوادور                   | ۱۸۷۴          |
| مکزیک               | Academia Mexicana de la Lengua                | آکادمی زبان مکزیک                     | ۱۸۷۵          |
| السالوادور          | Academia Salvadoreña de la Lengua             | آکادمی زبان سالوادور                  | ۱۸۷۶          |
| ونزوئلا             | Academia Venezolana de la Lengua              | آکادمی زبان ونزوئلا                   | ۱۸۸۳          |
| شیلی                | Academia Chilena de la Lengua                 | آکادمی زبان شیلی                      | ۱۸۸۵          |
| پرو                 | Academia Peruana de la Lengua                 | آکادمی زبان پرو                       | ۱۸۸۷          |
| گواتمالا            | Academia Guatemalteca de la Lengua            | آکادمی زبان گواتمالا                  | ۱۸۸۷          |
| کاستاریکا           | Academia Costarricense de la Lengua           | آکادمی زبان کاستاریکا                 | ۱۹۲۳          |
| فیلیپین             | Academia Filipina de la Lengua Española       | آکادمی زبان اسپانیایی فیلیپین         | ۱۹۲۴          |
| پاناما              | Academia Panameña de la Lengua                | آکادمی زبان پاناما                    | ۱۹۲۶          |
| کوبا                | Academia Cubana de la Lengua                  | آکادمی زبان کوبا                      | ۱۹۲۶          |
| پاراگوئه            | Academia Paraguaya de la Lengua Española      | آکادمی زبان اسپانیایی پاراگوئه        | ۱۹۲۷          |
| بولیوی              | Academia Boliviana de la Lengua               | آکادمی زبان بولیوی                    | ۱۹۲۷          |
| جمهوری دومینیکن     | Academia Dominicana de la Lengua              | آکادمی زبان دومینیکن                  | ۱۹۲۷          |
| نیکاراگوئه          | Academia Nicaragüense de la Lengua            | آکادمی زبان نیکاراگوئه                | ۱۹۲۸          |
| آرژانتین            | Academia Argentina de Letras                  | آکادمی نوشتار آرژانتین                | ۱۹۳۱          |
| اروگوئه             | Academia Nacional de Letras                   | آکادمی ملی نوشتار                     | ۱۹۴۳          |
| هندوراس             | Academia Hondureña de la Lengua               | آکادمی زبان هندوراس                   | ۱۹۴۹          |
| پورتوریکو           | Academia Puertorriqueña de la Lengua Española | آکادمی زبان اسپانیایی پورتوریکو       | ۱۹۵۵          |
| ایالات متحده آمریکا | Academia Norteamericana de la Lengua Española | آکادمی زبان اسپانیایی آمریکای شمالی   | ۱۹۷۳          |
| گینه استوایی        | Academia Ecuatoguineana de la Lengua Española | آکادمی زبان اسپانیایی گینه استوایی    | ۲۰۱۳          |
| اسرائیل             | —                                             | آکادمی ملی یهودی-اسپانیایی در اسرائیل | برنامه‌ریزی‌شده |

هیچ برنامه‌ای برای تأسیس آکادمی زبان در کشورهای بلیز، جبل طارق یا آندورا وجود ندارد، هر چند که بیشتر مردم آن‌ها اسپانیایی زبان هستند یا به عنوان زبان دوم آن را آموخته‌اند. جمعیت اسپانیایی‌زبان قابل توجهی در برزیل و صحرای غربی نیز وجود دارد.